# Comuna Ricikî, Jovkva
Ricikî (în ucraineană Річки) este o comună în raionul Jovkva, regiunea Liov, Ucraina, formată din satele Rata, Ricikî (reședința) și Șabelnea.

## Demografie
Componența lingvistică a comunei Ricikî
     Ucraineană (97,55%)
     Alte limbi (0,6%)
Conform recensământului din 2001, majoritatea populației comunei Ricikî era vorbitoare de ucraineană (97,55%), existând în minoritate și vorbitori de polonă (1,7%).